# Efferia anomala
Efferia anomala là một loài ruồi trong họ Asilidae. Efferia anomala được Bellardi miêu tả năm 1861. Loài này phân bố ở vùng Tân nhiệt đới và Tân Bắc giới.